# Каменное (Одесская область)
Каменное (укр. Кам'яне) — село, относится к Савранскому району Одесской области Украины.
Население по переписи 2001 года составляло 1425 человек. Почтовый индекс — 66210. Телефонный код — 4865. Занимает площадь 5,24 км². Код КОАТУУ — 5124381301.